# К югу от севера (мультфильм)
«К югу от севера» — российский рисованный мультфильм, который создал в 2003 году режиссёр Андрей Соколов на студии «Пилот».

## Сюжет
Чукотка. Бухта Провидения. 6ч. 30 м.

Рыбак-чукча в меховой парке вышел из яранги, сел в каяк и отправился на рыбалку. В его карман залезла собачка.
Аляска. Остров Святого Лаврентия. В то же самое время.

Рыбак-эскимос посмотрел на экране ноутбука прогноз погоды, вышел из иглу в куртке-аляске с гарпунным ружьём в руке, сел в катер с мотором и устремился в море.
Берингово море. 2 часа спустя.

Рыбаки увидели друг друга, и тогда между ними вынырнул кит. Оба рыбака метнули гарпуны, но тросы запутались. Кит пастью схватил спутанные тросы и потащил обе лодки далеко на юг.
Где-то в Тихом океане кит бросил рыбаков и нырнул. Рыбаки собрали новую лодку из крупных обломков прежних, но никак не могли договориться в какую сторону плыть. Лодочный мотор, ноутбук и прочие вещи утонули. Подводная лодка и круизное судно проплыли мимо. Начался тайфун, который долго носил лодку по бурным волнам. Наконец рыбаки пристали к берегу, после первых восторгов они обнаружили там пингвинов. Огорчённые рыбаки отправились в обратный путь, но чтобы вернуться домой на север им придётся совершить путешествие вокруг Земли.

## Создатели
- Автор сценария и режиссёр — Андрей Соколов
- Художник-постановщик — Андрей Кузнецов
- Анимация: Александр Циммерман, Алексей Подколзин, Алексей Федорович, Елена Голянкова, Марина Антонова, Михаил Рыкунов, Наталья Акашкина, Павел Барков, Светлана Зимина, Сергей Кирякин, Сергей Меринов, Юлия Аулова, Яна Дронина
- Композитор — Саша Гусев
- Музыканты: Тарас Куценко, Ольга Дёмина, Леонид Вознесенский, Саша Гусев
- В фильме использованы композиции:
  - «Baby» группы «Ногу свело»(1995)
  - «Север» группы «Краденое солнце»(1997)
- Голос — Алексей Колган
- Синхронные шумы: Ольга Игнатова, Елена Коровкина
- Звукооператор — Андрей Молчанов
- Звукорежиссёр — Владислав Тарасов
- Продюсер — Игорь Гелашвили
- Директор картины — Людмила Коптева
- Создатели приведены по титрам мультфильма.

## Фестивали и награды
- 2004 — IX Открытый Российский Фестиваль анимационного кино : Приз Жюри «За увлекательное анимационное путешествие туда и обратно» — режиссёру Андрею Соколову «К югу от севера».[1]
- 2004 — IX Международный Московский Фестиваль детского анимационного кино «Золотая рыбка» : Почётный диплом «За остроумное дружелюбие» и Приз «Симпатия фестиваля» — «К югу от севера» реж. Андрей Соколов.[2]
- 2004 — Гран-при фестиваля короткого фильма в египетском городе Исмаилия получила картина Андрея Соколова «К югу от севера».[3]
- 2005 — XIV Международный Кинофорум «Золотой Витязь» жюри анимационного конкурса: Главная награда кинофестиваля статуэтка «Золотой Витязь» и Диплом — фильму «К югу от севера» реж. Андрей Соколов.[4]